# 短篇小说
短篇小说是一種文學作品，一般以万言左右为界限。虽然小说本质上篇幅区别并不十分重要，但典型的短篇小说仍发展出较长篇小说不同的特点。如：短篇小说长于描绘极具戏剧性的情节；往往有强有力的开头和结尾；人物关系通常并不复杂；时空跨度一般不大。通常，任何现代的小说家都会写短篇，这些短篇亦时常是对未来长篇创作的准备和练习；但是也有若干仅以短篇或中短篇小说传世的大师，例如：蒲松齡、鲁迅、契诃夫、博尔赫斯、巴别尔、胡安·鲁尔福等；另外还有一些小说家虽然也写长篇，但被冠以“短篇大师”之名，或者认为其短篇的艺术成就超过长篇，如莫泊桑、卡夫卡等，近代華文小說家張愛玲、白先勇亦都以短篇小說膾炙人口。短篇的優點在於對讀者來說易於欣賞了解。小說長篇中篇短篇各有所長，如較巨大的編劇架構短篇自然不是適宜的創作手法，但如單以小說而不加以其他近代的宣傳影音輔助，短篇中篇實則為最易讓讀者留下印象或反覆閱讀的篇幅之一。此外創作應以故事型態適切性及作者發揮為主，不拘泥於篇幅長短。

## 中国古典代表作
- 神話
- 山海經
- 西京雜記
- 搜神記
- 世說新語
- 唐傳奇
- 三言二拍
- 聊齋誌異
- 閱微草堂筆記
- 子不語

## 现代短篇代表作
中文：
- 呐喊、彷徨、故事新编（鲁迅）

德语：
- 变形记、饥饿艺术家（卡夫卡）

俄语：
- 红色骑兵军（巴别尔）、万卡（契诃夫）

法语：
- 项链、首饰、羊脂球（莫泊桑）

西班牙语：
- 小径分叉的花园、阿莱夫（博尔赫斯）、燃烧的原野（胡安·魯爾福）

意大利语：
- 宇宙连环画（卡尔维诺）

英语：
- 都柏林人（乔伊斯）、乞力马扎罗的雪（海明威）